# Роуз, Барбара
Ба́рбара Ро́уз (англ. Barbara Rose, 20 июня 1936 — 25 декабря 2020) — американский историк искусства и художественный критик. Училась в Smith College, Barnard College и Колумбийском университете. В 1961—1969 годах была замужем за художником Фрэнком Стеллой. В 1965 году опубликовала известную статью «Искусство ABC» (англ. ABC Art), в которой содержался анализ искусства минимал-арта.

## Искусство ABC
Статья Барбары Роуз «Искусство ABC» была опубликована в журнале Art in America в октябре 1965 года и была посвящена анализу направления, в настоящее время известному как минимал-арт, а на тот момент наименования не имевшего. Предложенное в работе Роуз название «искусство ABC» сейчас практически не употребляется.
В своей статье Роуз в качестве истоков минимал-арта указывает на работы Казимира Малевича и Марселя Дюшана, а также хореографию Мерса Каннингема, художественную критику Клемента Гринберга, философию Людвига Витгенштейна и романы Алена Роб-Грийе.
Рассматривая исторические корни нового искусства, Роуз проводит различие между «поиском трансцендентного, универсального, абсолютного» у Малевича и «полным отрицанием существования абсолютных ценностей» у Дюшана.
Художников 1960-х годов она группирует по их близости к Малевичу или Дюшану. К близким Малевичу она относит Уолтера Дерби Бэннарда (Walter Darby Bannard), Ларри Зокса, Роберта Хуота (Robert Huot), Лимана Киппа (Lyman Kipp), Ричарда Таттла (Richard Tuttle), Яна Эванса (Jan Evans), Рональда Блейдена, Энн Трутт (Anne Truitt). К близким Дюшану — Ричарда Артшвагера и Энди Уорхола. При этом представители «искусства ABC» — Роберт Моррис, Дональд Джадд, Карл Андре и Дэн Флавин — занимают промежуточную позицию по отношению к этим двум тенденциям.
Роуз считала, что минимал-арт является одновременно и трансцендентным и негативным:

Искусство, о котором я говорила, очевидно, является негативным искусством отрицания и отречения. Такой длительный аскетизм обычно свойственен размышляющим или мистикам… Как и мистики, эти художники в своих работах отрицают эго и индивидуальность в попытке пробудить полугипнотическое состояние чистого бессознательного.
Оригинальный текст (англ.)The art I have been talking about is obviously a negative art of denial and renunciation. Such protracted asceticism is normally the activity of contemplatives or mystics...Like the mystic, in their work these artists deny the ego and the individual personality, seeking to evoke, it would seem, the semihypnotic state of blank unconsciousness.

Автор также противопоставляет минимал-арт поп-арту:

… В то время как поп-арт отражает окружающую нас среду, возможно, что описываемое мною искусство — антидот против неё, даже если его не так легко проглотить.
Оригинальный текст (англ.)...if Pop Art is the reflection of our environment, perhaps the art I have been describing is its antidote, even if it is a hard one to swallow.